# 吳柳瑩
吳柳瑩（1989年5月30日—），曾用藝名吳柳螢，马来西亚退役女子羽毛球運動員，專長混雙項目。她与陳炳順的搭档组合最高世界排名第三位。她是2016年夏季奧林匹克運動會羽毛球比賽混雙银牌、英联邦运动会混雙铜牌以及夺得亚洲羽毛球錦標賽冠军（2010年）；在國內賽方面，她曾於马来西亚全国羽毛球大奖赛总决赛贏得一次混雙冠軍。

## 簡歷

### 早年生涯
2001年，12歲的吳柳螢入選馬六甲州的羽毛球隊，兩年後前往吉隆坡的武吉加里爾體育學校訓練。

### 2007年-2010年 亚锦赛首冠
2007年，吳柳螢与黃惠齡出战馬來西亞羽毛球國際挑戰賽，在女双决赛以1比2（21-23、21-19、11-21）不敌队友的Haw Chiou Hwee/林碧霞，赢得亚军。
2008年，吳柳螢在備戰優霸盃時受重傷，雖然不用開刀，但休養了六個月。復出後，她搭檔陳炳順在五年間拿下四個國際賽冠軍，成為大馬羽壇史上表現最出色的混雙之一。
2009年7月，吳柳螢与陳炳順出战泰國羽毛球黃金大獎賽，在混双準决赛以0比2（15-21、15-21）不敌赛会2号种子、泰国的颂蓬·阿努里达亚翁/恭差拉·沃拉威七猜恭。同年8月，她与陳炳順出战中華台北羽毛球黃金大獎賽，在混双準决赛以1比2（11-21、21-17、22-24）不敌赛会3号种子、印度的瓦利亚维蒂尔·迪柱/瓦拉·古塔。同年10月，她与陳炳順出战越南羽毛球大獎賽，在混双决赛以0比2（23-25、19-21）不敌赛会8号种子、跨国组合的林培雷（印尼）/程文欣（台灣），赢得亚军。同年11月，她与陳炳順出战馬來西亞羽毛球國際挑戰賽，在混双準决赛以1比2（26-24、14-21、14-21）不敌队友的麦喜俊/黄惠龄。
2010年4月，吳柳螢與陳炳順贏得在印度新德里舉行的2010年亞洲羽毛球錦標賽混合雙打冠軍，這亦是馬來西亞首面亞錦賽混雙金牌。同年11月，吳柳螢代表馬來西亞出戰廣州亞運會，參加羽毛球比賽的混合雙打（搭檔：陳炳順）及女子團體項目。

### 2011年-2012年 超级赛首冠
2011年4月，吳柳螢与陳炳順出战印度羽毛球超級賽，在混双準决赛以0比2（12-21、16-21）不敌赛会3号种子、印尼的弗兰·库尔尼亚万/皮娅·泽巴迪娅。同年5月，她与陳炳順出战馬來西亞羽毛球黃金大獎賽，在混双决赛以1比2（21-18、15-21、19-21）不敌赛会4号种子、印尼强档的通托维·艾哈迈德/利利亚纳·纳西尔，赢得亚军。同年11月，她与陳炳順出战碧特博格羽毛球黃金大獎賽，在混双决赛以2比1（21-18、14-21、27-25）击败了赛会3号种子、丹麦的托马斯·雷伯恩/卡米拉·吕特·尤尔，赢得冠军。
2012年3月，吳柳螢与陳炳順出战全英羽毛球首要超級賽，在混双準决赛以0比2（25-27、16-21）不敌赛会4号种子、印尼的通托维·艾哈迈德/利利亚纳·纳西尔。同年4月，她与陳炳順出战澳洲羽毛球黃金大獎賽，在混双决赛以1比2（20-22、21-12、21-23）不敌赛会2号种子、台灣的陳宏麟/程文欣，赢得亚军。同年5月，她分别与林芸如以及陳炳順出战馬來西亞羽毛球黃金大獎賽，在女双準决赛以0比2（18-21、14-21）不敌赛会头号种子、新加坡的欣塔·穆利亚·萨里/姚蕾；而混双决赛以2比0（21-12、21-14）击败了印尼的伊尔凡·法蒂拉赫/维尼·安格莱尼，赢得冠军。同年6月，她与陳炳順出战新加坡羽毛球超級賽，在混双準决赛以0比2（16-21、13-21）不敌赛会2号种子、台灣的陳宏麟/程文欣。同年9月，吳柳螢與陳炳順出戰日本羽毛球超級賽混合雙打比賽，在決賽以2比0（21-12、21-19）戰勝第5種子的印尼組合穆罕默德·雷扎/利利亚纳·纳西尔，職業生涯首次奪得超級系列賽的冠軍頭銜。同期11月，她与陳炳順出战中國羽毛球首要超級賽，在混双决赛以0比2（15-21、17-21）不敌赛会头号种子、中国的徐晨/马晋，赢得亚军。同年11月，她与陳炳順出战香港羽毛球超級賽，在混双準决赛以0比2（16-21、18-21）不敌赛会头号种子、中国的徐晨/马晋。

### 2013年-2014年 疗伤期间
2013年1月，吳柳螢与陳炳順出战馬來西亞羽毛球超級賽，在混双决赛以0比2（13-21、18-21）不敌赛会2号种子、丹麦强档的约金·费舍尔·尼尔森/克里斯汀娜·彼德森，赢得亚军。同年4月，她与林芸如以及陳炳順出战馬來西亞羽毛球黃金大獎賽，在女双準决赛以1比2（15-21、21-17、18-21）不敌赛会头号种子、印尼的皮娅·泽巴迪娅·贝尔纳德特/里基·艾美莉雅·普拉蒂普塔；而混双準决赛以0比2（17-21、12-21）不敌印尼的普拉文·乔丹/维塔·玛丽莎。同年8月，她參加中國廣州舉行的世界羽毛球錦標賽，與陳炳順以5號種子身分出戰混合雙打項目，他們在首圈輪空，但在第二圈就以0比2（18-21、19-21）不敵韓國的金基正/鄭景銀出局。此外，她又與林芸如出戰女子雙打項目，首圈以2-1擊敗俄羅斯組合晉級，但在第二圈就以1比2（20-22、7-21）不敵11號種子、韓國的鄭景銀/金荷娜出局。
2014年5月，吳柳螢接受膝蓋手術，以根治六年前積累下來的舊傷。在等待傷勢恢復期間，她與謝麗萍模特兒學院簽署合約，當業餘模特兒。

### 2015年 找回状态、世锦赛
2015年3月，吳柳螢与陳炳順出战波蘭羽毛球公開賽，在混双决赛以2比0（28-26、21-18）击败了印度的艾谢·迪瓦卡/普拉迪亚·加德雷，赢得冠军。同期3月，她与陳炳順出战奧爾良羽毛球國際挑戰賽，在混双决赛以1比2（21-11、17-21、19-21）不敌丹麦的马蒂亚斯·克里斯蒂安森/莉娜·格雷巴克，赢得亚军。同年6月，她代表马来西亚参加新加坡举办的東南亞運動會羽毛球比賽，在率先进行的团体赛，马来西亚女队赢得亚军；而与陳炳順的混双决赛以1比2（21-18、13-21、23-25）不敌印尼强档的普拉文·乔丹/戴比·苏珊托，赢得东运会银牌。同年7月，她与陳炳順出战俄羅斯羽毛球大獎賽，在混双决赛以2比0（21-13、23-21）击败了日本新秀的渡邊勇大/東野有紗，赢得冠军。同年8月，她參加印尼雅加达舉行的世界羽毛球錦標賽，她和陳炳順出戰混合双打項目。她與陳炳順出戰，首圈以2-0（21-19、21-18）擊敗美国的李意恒/舒之顥。次圈以2比1（17-21、21-17、21-18）擊敗赛会9號種子香港的李晉熙/周凱華。在第三圈，以0-2（8-21、13-21）不敌赛会3號種子印度尼西亚的通托维·艾哈迈德 /利利亚纳·纳西尔，16强止步。同年12月，她与陳炳順出战墨西哥城羽毛球大獎賽，在混双决赛以2比0（21-14、21-12）击败了赛会4号种子、韩国新老组合的催率圭/嚴惠媛，赢得冠军。

### 2016年 状态回升、奧運會摘银
2016年1月，吳柳螢与陳炳順出战馬來西亞羽毛球大師賽，在混双準决赛以0比2（17-21、16-21）不敌队友的陈健铭/賴沛君。同年4月，她与陳炳順出战馬來西亞羽毛球首要超級賽，在混双决赛以1比2（21-23、21-13、16-21）不敌赛会2号种子、印尼强档的通托维·艾哈迈德/利利亚纳·纳西尔，赢得亚军。同期4月，她与陳炳順出战中國羽毛球大師賽，在混双準决赛以0比2（11-21、11-21）不敌赛会头号种子、中国的徐晨/马晋。同年8月，她參加巴西里約熱內盧舉行的2016年夏季奧林匹克運動會羽毛球混合雙打比賽。她與陳炳順出戰，在小組賽以2勝1負（負於本屆奧運冠軍組合）第二名從C組出線進入淘汰賽，半準決賽以2-0（21-17、21-10）擊敗波蘭的羅伯特·馬特斯亞克、娜蒂斯達·希爾巴，準決賽以2-0（21-12、21-19）擊敗中國的徐晨、馬晉，決賽以0-2（14-21、12-21）輸給通托維·艾哈邁德、利利亞納·納西爾 ，獲得銀牌，是馬來西亞在奧運混雙項目的最佳成績。同年9月，她与陳炳順出战日本羽毛球超級賽，在混双準决赛以0比2（14-21、18-21）不敌赛会头号种子、韩国强档的高成炫/金荷娜。同年9月，她与陳炳順出战韓國羽毛球超級賽，在混双準决赛以1比2（21-15、14-21、15-21）再次不敌赛会头号种子、韩国强档的高成炫/金荷娜。

### 2017年 赴向德国、傷后復出
2017年5月13日，吳柳螢前往德国哈雷，接受手术解决肩膀与膝盖旧患。她原本预计在6月初返马，继续復建，但真正復出则还需4至6个月之久。同年11月，她與10月加入國家隊的新搭檔陳堂杰合作出戰印度羽毛球國際系列賽混合雙打項目，他們被列為5號種子並在決賽中以2比0的成績（21-19、21-13）擊敗了印度的羅漢·卡普爾/库胡尔·加尔格，奪得他們僅搭檔1個月的首冠同時也是吳柳螢在5月受傷后復出的首冠。吳柳螢在賽後表示「很高興能重新回到比賽，雖只是小比賽，但卻是很好的平台，讓我找回比賽的感覺。」，吳柳螢也稱讚陳堂杰「和堂杰合作挺有趣，我期望他能如陳炳順一樣，但這並不公平，我得帶領他，雖然他還缺乏自信，但相信隨著經驗累積，他會越來越好。」同期11月，她继续与陈堂杰出战印度羽毛球國際挑戰賽，在混双準决赛以0比2（16-21、15-21）不敌香港的張德正/吳詠瑢。

### 2018年 重回搭档
2018年1月，吳柳螢再次与老搭档的陈炳顺出战泰國羽毛球大師賽，在混双决赛以2比1（21-15、14-21、21-16）力克赛会7号种子、东道主的德差蓬·保乌拉努科/普蒂塔·素帕猜恭，打响第一炮。同年4月，她代表马来西亚参加澳大利亚昆士蘭州黃金海岸举办的英聯邦運動會羽毛球比賽，在率先进行的团体赛，马来西亚队赢得银牌；而与陈炳顺的混双準決賽以0比2（19-21、17-21）不敌赛会2号种子、英格兰夫妻档的克里斯·爱德考克/加布里·爱德考克；在季軍戰的争夺中，直落两局以2比0（21-19、21-19）拿下印度的萨维克赛拉吉·兰基雷迪/阿什维尼·蓬纳帕，赢得混合双打季军。同年5月，她与陈炳顺出战澳洲羽毛球公開賽，在混双决赛以0比2（12-21、21-23）不敌赛会5号种子、韩国新组合的徐承宰/蔡侑玎，赢得亚军。同年6月，她与陈炳顺出战美國羽毛球公開賽，在混双决赛以2比0（21-19、21-15）击败了赛会5号种子、德国的马文·埃米尔·塞德尔/琳达·埃弗勒，赢得冠军。

### 2019年 退出國家隊
2019年元旦起，她与陈炳顺退出馬來西亞國家隊，改當自由人，爭取2020東京奧運混雙的參賽權。

### 2021年 搭檔拆夥
2021年世界羽聯世界巡迴賽總決賽後，於2021年12月7日宣布与陈炳顺拆夥。

### 2022年 新搭檔
2022年1月31日，吳柳瑩宣布與王耀新搭档混雙。

### 2023年 退役
吳柳瑩宣布將和老搭檔陈炳顺再次聯手參加2023年馬來西亞羽毛球公開賽。這是吳柳瑩的最后一場比賽，也是她和搭檔陈炳顺參加的首場國際賽。可是結果不盡人意她們在首輪以21比18 15比21 7比21輸給印尼的R·N·庫沙爾揚托和 L·A·庫蘇馬瓦蒂。

## 主要比賽成績
只列出曾進入準決賽的國際賽事成績：
| 年份   | 賽事                     | 公開賽級別 | 項目     | 拍檔   | 成績   |
| ------ | ------------------------ | ---------- | -------- | ------ | ------ |
| 2007年 | 馬來西亞羽毛球國際挑戰賽 | 國際挑戰賽 | 女子雙打 | 黃惠齡 | 亞軍   |
| 2009年 | 泰國羽毛球黃金大獎賽     | 黃金大獎賽 | 混合雙打 | 陳炳順 | 準決賽 |
| 2009年 | 中華台北羽毛球黃金大獎賽 | 黃金大獎賽 | 混合雙打 | 陳炳順 | 準決賽 |
| 2009年 | 越南羽毛球大獎賽         | 大獎賽     | 混合雙打 | 陳炳順 | 亞軍   |
| 2009年 | 馬來西亞羽毛球國際挑戰賽 | 國際挑戰賽 | 混合雙打 | 陳炳順 | 準決賽 |
| 2010年 | 亞洲羽毛球錦標賽         | 其他       | 混合雙打 | 陳炳順 | 冠軍   |
| 2010年 | 中國羽毛球超級賽         | 超級賽     | 混合雙打 | 陳炳順 | 準決賽 |
| 2011年 | 印度羽毛球超級賽         | 超級賽     | 混合雙打 | 陳炳順 | 準決賽 |
| 2011年 | 馬來西亞羽毛球黃金大獎賽 | 黃金大獎賽 | 混合雙打 | 陳炳順 | 亞軍   |
| 2011年 | 碧特博格羽毛球黃金大獎賽 | 黃金大獎賽 | 混合雙打 | 陳炳順 | 冠軍   |
| 2012年 | 馬來西亞羽毛球超級賽     | 超級賽     | 混合雙打 | 陳炳順 | 準決賽 |
| 2012年 | 全英羽毛球首要超級賽     | 首要超級賽 | 混合雙打 | 陳炳順 | 準決賽 |
| 2012年 | 澳洲羽毛球黃金大獎賽     | 黃金大獎賽 | 混合雙打 | 陳炳順 | 亞軍   |
| 2012年 | 馬來西亞羽毛球黃金大獎賽 | 黃金大獎賽 | 女子雙打 | 林芸如 | 準決賽 |
| 2012年 | 馬來西亞羽毛球黃金大獎賽 | 黃金大獎賽 | 混合雙打 | 陳炳順 | 冠軍   |
| 2012年 | 新加坡羽毛球超級賽       | 超級賽     | 混合雙打 | 陳炳順 | 準決賽 |
| 2012年 | 中國羽毛球大師賽         | 超級賽     | 女子雙打 | 林芸如 | 準決賽 |
| 2012年 | 中國羽毛球大師賽         | 超級賽     | 混合雙打 | 陳炳順 | 準決賽 |
| 2012年 | 日本羽毛球超級賽         | 超級賽     | 混合雙打 | 陳炳順 | 冠軍   |
| 2012年 | 丹麥羽毛球首要超級賽     | 首要超級賽 | 混合雙打 | 陳炳順 | 準決賽 |
| 2012年 | 中國羽毛球首要超級賽     | 首要超級賽 | 混合雙打 | 陳炳順 | 亞軍   |
| 2012年 | 香港羽毛球超級賽         | 超級賽     | 混合雙打 | 陳炳順 | 準決賽 |
| 2013年 | 馬來西亞羽毛球超級賽     | 超級賽     | 混合雙打 | 陳炳順 | 亞軍   |
| 2013年 | 馬來西亞羽毛球黃金大獎賽 | 黃金大獎賽 | 女子雙打 | 林芸如 | 準決賽 |
| 2013年 | 馬來西亞羽毛球黃金大獎賽 | 黃金大獎賽 | 混合雙打 | 陳炳順 | 準決賽 |
| 2013年 | 世界羽聯超級系列賽總決賽 | 首要超級賽 | 混合雙打 | 陳炳順 | 銅牌   |
| 2015年 | 波蘭羽毛球公開賽         | 國際挑戰賽 | 混合雙打 | 陳炳順 | 冠軍   |
| 2015年 | 奧爾良羽毛球國際挑戰賽   | 國際挑戰賽 | 混合雙打 | 陳炳順 | 亞軍   |
| 2015年 | 中國羽毛球大師賽         | 黃金大獎賽 | 混合雙打 | 陳炳順 | 準決賽 |
| 2015年 | 東南亞運動會羽毛球比賽   | 其他       | 女子團體 | －     | 銀牌   |
| 2015年 | 東南亞運動會羽毛球比賽   | 其他       | 混合雙打 | 陳炳順 | 銀牌   |
| 2015年 | 俄羅斯羽毛球大獎賽       | 大獎賽     | 混合雙打 | 陳炳順 | 冠軍   |
| 2015年 | 越南羽毛球大獎賽         | 大獎賽     | 混合雙打 | 陳炳順 | 準決賽 |
| 2015年 | 墨西哥城羽毛球大獎賽     | 大獎賽     | 混合雙打 | 陳炳順 | 冠軍   |
| 2016年 | 馬來西亞羽毛球大師賽     | 黃金大獎賽 | 混合雙打 | 陳炳順 | 準決賽 |
| 2016年 | 泰國羽毛球大師賽         | 黃金大獎賽 | 混合雙打 | 陳炳順 | 亞軍   |
| 2016年 | 紐西蘭羽毛球黃金大獎賽   | 黃金大獎賽 | 混合雙打 | 陳炳順 | 冠軍   |
| 2016年 | 馬來西亞羽毛球首要超級賽 | 首要超級賽 | 混合雙打 | 陳炳順 | 亞軍   |
| 2016年 | 中國羽毛球大師賽         | 黃金大獎賽 | 混合雙打 | 陳炳順 | 準決賽 |
| 2016年 | 澳洲羽毛球超級賽         | 超級賽     | 混合雙打 | 陳炳順 | 準決賽 |
| 2016年 | 奧林匹克運動會羽毛球比賽 | 其他       | 混合雙打 | 陳炳順 | 銀牌   |
| 2016年 | 日本羽毛球超級賽         | 超級賽     | 混合雙打 | 陳炳順 | 準決賽 |
| 2016年 | 韓國羽毛球超級賽         | 超級賽     | 混合雙打 | 陳炳順 | 準決賽 |
| 2017年 | 全英羽毛球首要超級賽     | 首要超級賽 | 混合雙打 | 陳炳順 | 亞軍   |
| 2017年 | 印度羽毛球超級賽         | 超級賽     | 混合雙打 | 陳炳順 | 準決賽 |
| 2017年 | 印度羽毛球國際系列賽     | 國際系列賽 | 混合雙打 | 陈堂杰 | 冠軍   |
| 2017年 | 印度羽毛球國際挑戰賽     | 國際挑戰賽 | 混合雙打 | 陈堂杰 | 準決賽 |
| 2018年 | 泰國羽毛球大師賽         | 超級300賽  | 混合雙打 | 陳炳順 | 冠軍   |
| 2018年 | 英聯邦運動會羽毛球比賽   | 其他       | 混合團體 | －     | 銀牌   |
| 2018年 | 英聯邦運動會羽毛球比賽   | 其他       | 混合雙打 | 陳炳順 | 銅牌   |
| 2018年 | 澳洲羽毛球公開賽         | 超級300賽  | 混合雙打 | 陳炳順 | 亞軍   |
| 2018年 | 美國羽毛球公開賽         | 超級300賽  | 混合雙打 | 陳炳順 | 冠軍   |
| 2018年 | 印尼羽毛球公開賽         | 超級1000賽 | 混合雙打 | 陳炳順 | 亞軍   |
| 2018年 | 日本羽毛球公開賽         | 超級750賽  | 混合雙打 | 陳炳順 | 準決賽 |
| 2019年 | 泰國羽毛球大師賽         | 超級300賽  | 混合雙打 | 陳炳順 | 冠軍   |
| 2019年 | 馬來西亞羽毛球大師賽     | 超級500賽  | 混合雙打 | 陳炳順 | 準決賽 |
| 2019年 | 印度尼西亞羽毛球大師賽   | 超級500賽  | 混合雙打 | 陳炳順 | 準決賽 |
| 2019年 | 紐西蘭羽毛球公開賽       | 超級300賽  | 混合雙打 | 陳炳順 | 冠軍   |
| 2019年 | 印尼羽毛球公開賽         | 超級1000賽 | 混合雙打 | 陳炳順 | 準決賽 |
| 2019年 | 日本羽毛球公開賽         | 超級750賽  | 混合雙打 | 陳炳順 | 準決賽 |
| 2019年 | 中華台北羽毛球公開賽     | 超級300賽  | 混合雙打 | 陳炳順 | 準決賽 |
| 2020年 | 马来西亚羽毛球大师赛     | 超級500賽  | 混合雙打 | 陳炳順 | 準決賽 |
| 2021年 | 全英羽毛球公開賽         | 超級1000賽 | 混合雙打 | 陳炳橓 | 準決賽 |
| 2021年 | 世界羽聯世界巡迴賽總決賽 | 總決賽     | 混合雙打 | 陳炳橓 | 準決賽 |

| 2007-2017年 | 首要超級賽 | 超級賽 | 黃金大獎賽 | 大獎賽 | 國際挑戰賽 | 國際系列賽 | 未來系列賽 | 其他 |

| 2018-2026年 | 總決賽 | 超級1000賽 | 超級750賽 | 超級500賽 | 超級300賽 | 超級100賽 | 國際挑戰賽 | 國際系列賽 | 未來系列賽 | 其他 |

### 奧運會和世錦賽參賽紀錄
|          | 搭檔   | 2009 | 2010 | 2011 | 2012       | 2013 | 2014 | 2015 | 2016 | 2017 | 2018 | 2019 | 2020       | 2021  |
| -------- | ------ | ---- | ---- | ---- | ---------- | ---- | ---- | ---- | ---- | ---- | ---- | ---- | ---------- | ----- |
| 女子雙打 | 林芸如 | －   | －   | －   | －         | 32強 | －   | －   | －   | －   | －   | －   | －         | －    |
|          |        |      |      |      |            |      |      |      |      |      |      |      |            |       |
| 混合雙打 | 陳炳順 | 32強 | 32強 | 16強 | 小組第四名 | 32強 | －   | 16強 | 銀牌 | －   | 8強  | 8強  | 小組第四名 | 32強1 |

1 賽前退賽

## 主要對賽紀錄
吳柳螢/陳炳順與主要對手的對賽成績如下（只列出對賽六次或以上對手，截至2021年3月20日）
| 對手                                          | 對賽次數 | 對賽結果 | 對賽結果 | 總計 |
| 對手                                          | 對賽次數 | 勝       | 負       | 總計 |
| --------------------------------------------- | -------- | -------- | -------- | ---- |
| 通托维·艾哈迈德 / 利利亚纳·纳西尔             | 12       | 1        | 11       | -10  |
| 张楠/ 赵芸蕾                                  | 11       | 1        | 10       | -9   |
| 徐晨/马晋                                     | 10       | 3        | 7        | -4   |
| 王懿律/黄东萍                                 | 9        | 2        | 7        | -5   |
| 陳宏麟/ 程文欣                                | 6        | 1        | 5        | -4   |
| 高成炫 / 金荷娜                               | 6        | 2        | 4        | -2   |
| 罗伯特·马特斯亚克 / 娜蒂斯达·希尔巴           | 6        | 4        | 2        | +2   |
| 弗兰·库尔尼亚万·邓 / 皮娅·泽巴迪娅·贝尔纳德特 | 6        | 1        | 5        | -4   |
| 瓦利亚维蒂尔·迪柱 / 瓦拉·古塔                 | 6        | 3        | 3        | 0    |
| 其他選手                                      | 389      | 278      | 111      | +167 |
| 總計                                          | 461      | 296      | 165      | +131 |

## 影視作品
- 2022年，決勝的揮拍，客串演出

## 著作
- 吳柳瑩. . 雪蘭莪: 大將出版社. 2017. ISBN 9789674192358.